# Harald Horn
Harald Horn er en fiktiv figur, der er litteraturkritiker og dr. phil. og optræder i en del af Hans Scherfigs bøger, blandt andet Frydenholm og Det forsømte forår. I Det forsømte forår fremgår det at Horn egentlig selv gerne ville have været digter, i det mindste i sin ungdom. Med denne figur søger at Scherfig at portrættere en typisk konservativ dansk intellektuel, formentlig Hakon Stangerup, der fremstilles som småborgerlig og ynkværdig.
Horn fik sin doktorgrad på "adverbier i Holbergs epistler", som han mener at kunne bevise Ludvig Holbergs danskhed med. Han skriver jævnligt litteraturanmeldelser i Morgenbladet.